# Nederlandse kampioenschappen schaatsen afstanden 2007 - 5000 meter vrouwen
De 5000 meter vrouwen op de Nederlandse kampioenschappen schaatsen afstanden 2007 werd gehouden op zondag 5 november 2006. Titelverdedigster was Carien Kleibeuker, die de titel pakte tijdens de Nederlandse kampioenschappen schaatsen afstanden 2006.

## Statistieken

### Uitslag
| #      | Schaatser         | Tijd    |
| ------ | ----------------- | ------- |
| Goud   | Gretha Smit       | 7.32,57 |
| Zilver | Tessa van Dijk    | 7.37,28 |
| Brons  | Carien Kleibeuker | 7.39,74 |
| 4      | Marja Vis         | 7.42,12 |
| 5      | Wieteke Cramer    | 7.42,90 |
| 6      | Elma de Vries     | 7.44,16 |
| 7      | Jorien Voorhuis   | 7.48,94 |
| 8      | Moniek Kleinsman  | 7.54,21 |

## Uitslag
- Uitslagen NK Afstanden 2007 op SchaatsStatistieken.nl

1987 · 
1988 · 
1989 · 
1990 · 
1991 · 
1992 · 
1993 · 
1994 · 
1995 · 
1996 · 
1997 · 
1998 · 
1999 · 
2000 · 
2001 · 
2002 · 
2003 · 
2004 · 
2005 · 
2006 · 
2007 · 
2008 · 
2009 · 
2010 · 
2011 · 
2012 · 
2013 · 
2014 · 
2015 · 
2016 · 
2017 · 
2018 · 
2019 · 
2020 · 
2021 · 
2022 · 
2023 · 
2024 · 
2025